# Государственная школа
Госуда́рственная шко́ла — обычно (в разных странах) школа (начальная или средняя), которая контролируется и финансируется государством (за счёт взимаемых с населения налогов), и образование в которой бесплатно.

## По странам

### Австралия
Государственные школы (также называемые публичными школами) бесплатны для граждан Австралии и постоянно проживающих в стране, независимые же школы обычно платные. Государственные школы в Австралии могут быть поделены на две категории: открытые и конкурсные (англ. selective school). Открытая школа принимает без ограничения всех из установленного ей правительством района. В государственных школах учатся порядка 65 % всех австралийских школьников, а остальные приблизительно 34 % — в католических и независимых школах. Государственные школы в Австралии светские.
Вне зависимости от того, является ли школа частью государственной системы образования, она обязана придерживаться определённых рамок учебной программы, установленных для её штата или территории. Установленная программа, однако, обеспечивает некоторую гибкость в учебном плане, так чтобы при желании школ в них могли изучаться такие предметы, как религия. Большинство австралийских школьников носят школьную форму.

### Великобритания
В Великобритании термин «государственная школа» означает школу, которая финансируется государством и бесплатна для учеников. А так называемые публичные школы — это одна из разновидностей школ, которые независимы от государства и являются платными.

### Нидерланды
Государственные школы в стране управляются муниципальными органами или назначаемыми опять же муниципалитетами управляющими комитетами. При этом большинство школ в Нидерландах — 60% — являются частными; частные школы обычно управляются ассоциациями или фондами.

### Россия
Первые государственные школы в стране были основаны Екатериной Второй в 1786 году.
В царской России государственные школы были в подчинении либо непосредственно министерства народного образования, либо (в случае профессиональных школ) учебным отделам профильных министерств. У негосударственных же школ были свои внутренние органы управления — попечительные советы.
После Октябрьской революции новое Советское государство решило сосредоточить управление образованием в своих руках. В принятом в декабре 1923 году новом уставе Единой трудовой школы (ЕТШ) уже прямо говорилось, что «существование частных школ не допускается».